# بروانيون
بروانيون معروف أيضًا باسم الشعب البرواني، مجموعة عرقية أقلية تسكن مدينة براوة في الصومال، وكينيا.

## الأصول
كما هو واضح من الاسم، ينحدر البروانيون من مدينة (براوة)، وهي مدينة ساحلية تقع على الساحل الجنوبي الشرقي للصومال.
تعتبر مدينة براوة واحدة من أكثر الأماكن تنوعًا في الصومال، بسبب اختلاط سكان ساحل بنادر بالوافدين من جميع أنحاء العالم منذ مئات السنين، وبسبب موقعها وقربها من آسيا والشرق الأوسط وأوروبا والجزر القريبة، فإن براوة كانت تتمتع بموقع استراتيجي للتجارة، وكان السكان والوافدون فيها يتبادلون الأفكار والمهارات والمعرفة والثقافات المختلفة، يعود أصل السكان إلى العرب (وخاصة الحضارم، والعدنانيين، والقحطانيين). ينحدر العديد من البروانيين من أصول عربية، ولذلك فإنهم يختلفون جسديًا عن الغالبية العظمى من الصوماليين، كما أن لديهم أيضًا بعض الأصول من جنوب شرق آسيا والتي تعود إلى آلاف السنين ونشأت من خلال التجارة مع القادمين من مناطق جنوب شرق آسيا مثل ماليزيا وإندونيسيا وكذلك الصين. وتشبه ثقافتهم وطعامهم وموسيقاهم تلك الموجودة في الجزر الأخرى في شرق إفريقيا والشعب السواحلي. ويُعرف الشعب البرواني محليًا باسم "3 تول" ما يعني "ثلاث قبائل" وهي التي ينحدر منها البروانيون وهي: حاتم وبيدو وأشراف.

## اللغة
يتحدث البروانيون اللهجة البروانية (شيمويني أو شيميني)، وهي إحدى لهجات اللغة السواحلية. تشي هي بادئة تشير إلى "اللغة"، ومييني (مويني) هو الاسم البديل لبراوة، ولم يكن سكان براوة يطلقون على المدينة اسم براوة وإنما ميني. وتشيميني هي النسخة القياسية للهجة البروانية الأصلية والتي تسمى تشامبالازي، وتحتوي لغة تشيميني القياسية على اللغتين الإيطالية والعربية. تحتوي لغة شامبالازي على بعض أقدم الكلمات واللهجات السواحلية، وقد بدأت في التطور مع مرور الوقت واختلاط الأعراق واللغات الأخرى. ويتجاوز عمر لهجة براوة أكثر من 1000 عام، ولا يزال يتحدث بها اليوم حوالي 30 ألف شخص من سكان براوة، وذلك بفضل الحفاظ على اللغة من قبل علماء الدين الإسلامي. وكان الشيخ قاسم البراوي أول عالم بدأ بكتابة الشيميني القياسي، وقد كتبه باللغة العربية. وعلى مر التاريخ، استخدُمت اللغة لنشر الإسلام في ساحل السواحلي، وذلك من خلال الشعر والكتب الدينية أو المخطوطات.

## تعرض اللغة للخطر
نتيجة لسياسة الحكومة، مثل تهجير الصوماليين الرُّحَّل إلى ساحل براوة في عام 1974، تسبب هذا في صدمة ثقافية وتهديد للغة البروانية، وإضافة إلى ذلك، تسببت الاضطرابات السياسية مثل الحرب الأهلية الصومالية في تشتت اللغة البروانية في جميع أنحاء العالم، مما أدى إلى تعرض اللغة لخطر شديد في فترة قصيرة من الزمن. وأجرى برنت هندرسون، الباحث من جامعة فلوريدا، بحثًا وتوثيقًا شاملاً للهجة البروانية لمدة ثلاث سنوات، وسلط الضوء على الاقتباس التالي:
"مهما كانت العوامل المسؤولة عن استقرار لهجة شيمويني على مدى الستمائة عام الماضية، فقد تغير الوضع بشكل جذري خلال السنوات الأربعين الماضية ويرجع ذلك إلى حد كبير إلى التغيرات السياسية... وفي عام 1972، أصبح لزاماً على جميع المسؤولين الحكوميين في الصومال التحدث والكتابة باللغة الصومالية (اللغة الرسمية للبلاد)، وأُقِرَّ ذلك في جميع المدارس العامة (الحكومية)، بما في ذلك مدرسة براوة. ... وكان العامل الأكثر أهمية في تعريض لهجة شيمويني للخطر هو اندلاع الحرب الأهلية الصومالية في أوائل تسعينيات القرن العشرين. ... وإن أولئك الذين تمكنوا من مغادرة براوة فعلوا ذلك بأي وسيلة ممكنة. ... في غضون ثلاثة عقود فقط، انتقلت لهجة شيمويني (اللهجة البروانية) من مجتمع مستقر من المتحدثين بها إلى متحدثين منتشرين في جميع أنحاء العالم".
في أبريل 2020، تعرضت لغة براوة للهجوم مرة أخرى، حيث فرضت سلطات ولاية جنوب غرب الصومال (كونفور جالبيد) المتمتعة بالحكم الذاتي حظراً على إذاعة براوة رفضا لبث برامج الإذاعة وأخبارها باللهجة البروانية، وقد تسبب هذا في رد فعل سياسي عنيف من قبل مجتمع براوة وعدد كبير من السياسيين البروانيين. ونتيجة لذلك، اضطرت السلطات إلى إلغاء الحظر وعادت إذاعة براوة إلى العمل بشكل طبيعي.

## شخصيات بارزة

### الزعماء الدينيين
- عبد العزيز الأموي [الإنجليزية]
 ، كان عالماً فقيها في المذهب الشافعي، وكان أيضاً مستشاراً لعدة سلاطين في زنجبار
- دادا ماسيتي
- أويس القادري البراوي

### السياسة
- مريم قاسم أحمد سياسية صومالية. شغلت منصب وزيرة التنمية البشرية والخدمات العامة في الصومال من نوفمبر 2012 إلى يناير 2014 ومنصب وزيرة الشؤون الإنسانية في الفترة ما بين مارس ونوفمبر 2017. ورئيسة حزب تايو السياسي.
- عبد القادر سخاوي الدين، أحد الأعضاء المؤسسين لحزب SYL في الصومال والزعيم الأول للحزب.
- برعي محمد حمزة (1945-2016) دبلوماسي صومالي مندوب الصومال في الجامعة العربية، وعضو مجلس الشعب الصومالي توفي في 2016 في هجوم مسلح.